# 卡洛琳·迪恩
卡洛琳·迪恩（英語：Caroline Dean，1957年4月2日—）是一位英国分子生物学家，专攻植物开花和春化现象的分子机制，1968年获得達爾文獎章，1979年获得沃尔夫农业奖，2016年获得達爾文獎章。